# Тедеев, Елкан Матвеевич
Елка́н Матве́евич Теде́ев (осет. Тедеты Матвейы фырт Елкан; 29 декабря 1937 — 3 октября 1984) — советский борец вольного стиля, чемпион Европы и трёхкратный чемпион СССР. Мастер спорта СССР международного класса по вольной борьбе.

## Биография
Родился 29 декабря 1937 года в селении Октябрьское Пригородного района Северной Осетии в осетинской семье. В 1955 году стал заниматься борьбой у заслуженного тренера РСФСР Михаила Леонтьевича Огладзе. Затем у заслуженного тренера СССР Хасанбека Георгиевича Гиоева. Обладал очень хорошими физическими качествами, укладывал многих именитых борцов мира на лопатки, в том числе и дагестанского богатыря Али Алиева. Пятикратный чемпион РСФСР (1957, 1958, 1960, 1965, 1966). Трёхкратный чемпион СССР (1962, 1963, 1967). В 1966 году стал чемпионом Европы в Карлсруэ. В 1967 году стал серебряным призёром чемпионата мира в Нью-Дели. Двукратный чемпион Спартакиады народов СССР (1963, 1967). Участвовал на летних Олимпийских играх в Мехико и занял 6 место. Боролся в весовой категории 63 кг.
В 1969 году окончил Горский сельскохозяйственный институт. Позже работал на руководящих хозяйственных должностях.
Умер Тедеев 3 октября 1984 года.
В память об Елкане Тедееве проводятся турниры по вольной борьбе в честь его имени.

## Спортивные достижения
- Чемпион Европы (1966)
- Пятикратный чемпион РСФСР (1957, 1958, 1960, 1965, 1966)
- Трёхкратный чемпион СССР (1962, 1963, 1967)